# Lisa Kolb
Lisa Kolb (Gmunden, 4 mei 2001) is een voetbalspeelster uit Oostenrijk. Ze speelt als aanvaller voor SC Freiburg in de Bundesliga.

## Clubcarrière
Lisa Kolb begon haar voetbalcarrière in 2009 bij VBSC Vöcklabrucker Sportclub. In het seizoen 2015/16 maakte ze de overstap naar Sportunion Volksbank Vöcklamarkt. In 2015 she was top scorer in the U-14 national championship. Hier werd ze topscorer van het onder 14 Bundesliga van Oostenrijk. In juli 2016 stapte ze over naar Union Kleinmünchen in Linz. Deze club verliet ze vanaf het seizoen 2018/19 weer voor SK Sturm Graz. In 2018 werd ze genomineerd voor Oostenrijks voetballer van het jaar. Door blessureleed kwam ze niet in actie vanaf de lente van 2019 tot de zomer van 2020. In het seizoen 2020/21 kwam Kolb uit voor SV Neulengbach.
In april 2022 maakte Kolb de overstap naar het Duitse SC Freiburg in de Bundesliga. Op 5 december 2021 maakte ze haar debuut in deze competitie in een uitwedstrijd tegen SG Essen-Schönebeck. In een thuiswedstrijd tegen FC Carl-Zeiss-Jena op 13 maart 2022 maakte Kolb haar eerste doelpunt in de Bundesliga. Ze werd in het seizoen 2020/21 verkozen tot speelster van het seizoen van SC Freiburg door een verkiezing van de Oostenrijkse voetbalbond ÖFB. In het begin van 2023 verlengde Kolb haar contract bij de club uit de Duitse deelstaat Baden-Württemberg.

## Statistieken
| Seizoen | Club        | Competitie | Competitie | Competitie | Beker | Beker | Overig | Overig | Totaal | Totaal |
| Seizoen | Club        | Competitie | Wed.       | Dlp.       | Wed.  | Dlp.  | Wed.   | Dlp.   | Wed.   | Dlp.   |
| ------- | ----------- | ---------- | ---------- | ---------- | ----- | ----- | ------ | ------ | ------ | ------ |
| 2021/23 | SC Freiburg | Bundesliga | 12         | 1          | 0     | 0     | 0      | 0      | 12     | 1      |
| 2022/23 | SC Freiburg | Bundesliga | 17         | 1          | 5     | 1     | 0      | 0      | 22     | 2      |
| 2023/24 | SC Freiburg | Bundesliga | 13         | 2          | 1     | 0     | 0      | 0      | 14     | 2      |
| Totaal  | Totaal      | Totaal     | 42         | 4          | 6     | 1     | 0      | 0      | 48     | 5      |

Bijgewerkt t/m 12 april 2024.

## Interlandcarrière
Lisa Kolb maakte haar debuut voor het Oostenrijkse nationale team op 27 november 2020 in een EK 2022 kwalificatiewedstrijd tegen Frankrijk. Op 23 februari 2022 maakte Kolb haar eerste interlanddoelpunt in een vriendschappelijke wedstrijd tegen Zwitserland. Datzelfde jaar werd ze opgenomen in de selectie van Oostenrijk voor het EK 2022. Door een positieve coronatest mocht ze echter niet naar Engeland afreizen.